# Ognjen Vranješ
Ognjen Vranješ (srb. Огњен Врањеш, ur. 24 października 1989 w Banja Luce) – bośniacki piłkarz pochodzenia serbskiego grający na pozycji prawego obrońcy. Od 2018 roku jest zawodnikiem klubu RSC Anderlecht. Jest młodszym bratem Stojana Vranješa, także piłkarza.

## Kariera klubowa
Karierę piłkarską Vranješ rozpoczął w klubie Borac Banja Luka. W 2008 roku awansował do kadry pierwszego zespołu i zadebiutował w nim w bośniackiej Premijer Lidze. W Boracu występował przez pół sezonu.
W 2009 roku Vranješ został sprzedany do serbskiej Crvenej zvezdy z Belgradu. W serbskiej Super Lidze zadebiutował 18 kwietnia 2009 roku w przegranym 0:1 domowym meczu z Vojvodiną Nowy Sad. W barwach Crvenej zvezdy rozegrał 4 mecze.
Latem 2009 Vranješ został wypożyczony do innego serbskiego klubu, Napredaka Kruševac, a swój debiut w nowym zespole zanotował 10 kwietnia 2010 w spotkaniu z Metalacem Gornji Milanovac (0:1). W Napredaku grał przez cały sezon 2009/2010.
Latem 2010 roku Vranješ ponownie trafił na wypożyczenie, tym razem do mołdawskiego Sheriffu Tyraspol. W lidze mołdawskiej zadebiutował 24 lipca 2010 w meczu z FC Tiraspol (3:0). Z zespołem Sheriffu występował m.in. w fazie grupowej Ligi Europy UEFA.
W 2011 roku Vranješ podpisał kontrakt z beniaminkiem rosyjskiej Priemjer Ligi, FK Krasnodar. Swój debiut w nim zaliczył 12 marca 2011 w zremisowanym 0:0 wyjazdowym meczu z Anży Machaczkała. Wiosną 2013 grał w Ałaniji Władykaukaz.
W sezonie 2013/2014 występował w Elazığsporze, a następnie przeszedł do Gaziantepsporu. Wiosną 2016 grał w Sportingu Gijón, a latem trafił do Tomu Tomsk. W Rosji występował zaledwie przez pół roku. Spowodowane to było licznymi problemami finansowymi jego zespołu, które doprowadziły do rozwiązania umowy za porozumieniem stron i transferem za darmo do AEK Ateny.
W nowym klubie Ognjen prezentował się bardzo dobrze, a jego zespół w pierwszym sezonie został wicemistrzem Grecji, a w kolejnym już mistrzem kraju. W sezonie 2017/2018 udało się także dotrzeć do fazy pucharowej Ligi Europy, gdzie lepszy okazał się zespół Dynamo Kijów. W czerwcu 2018 roku belgijski RSC Anderlecht wyłożył za bośniackiego zawodnika 3,2 miliona Euro i podpisał z nim 4-letni kontrakt.
| Sezon   | Klub                | Kraj                 | Rozgrywki          | Mecze | Bramki |
| ------- | ------------------- | -------------------- | ------------------ | ----- | ------ |
| 2008/09 | Borac Banja Luka    | Bośnia i Hercegowina | Premijer Liga      | 13    | 1      |
| 2008/09 | FK Crvena zvezda    | Serbia               | Super Liga         | 4     | 0      |
| 2009/10 | Napredak Kruševac   | Serbia               | Super Liga         | 12    | 1      |
| 2010/11 | Sheriff Tyraspol    | Mołdawia             | Divizia Națională  | 9     | 0      |
| 2011/12 | FK Krasnodar        | Rosja                | Priemjer-Liga      | 29    | 0      |
| 2012/13 | FK Krasnodar        | Rosja                | Priemjer-Liga      | 8     | 1      |
| 2012/13 | Ałanija Władykaukaz | Rosja                | Priemjer-Liga      | 7     | 2      |
| 2013/14 | Elazığspor          | Turcja               | Süper Lig          | 13    | 0      |
| 2014/15 | Gaziantepspor       | Turcja               | Süper Lig          | 11    | 0      |
| 2015/16 | Gaziantepspor       | Turcja               | Süper Lig          | 12    | 0      |
| 2015/16 | Sporting Gijón      | Hiszpania            | Primera División   | 11    | 0      |
| 2016/17 | Tom Tomsk           | Rosja                | Priemjer-Liga      | 7     | 1      |
| 2016/17 | AEK Ateny           | Grecja               | Superleague Ellada | 17    | 1      |
| 2017/18 | AEK Ateny           | Grecja               | Superleague Ellada | 19    | 4      |

## Kariera reprezentacyjna
W reprezentacji Bośni i Hercegowiny Vranješ zadebiutował 17 listopada 2010 roku w wygranym 3:2 towarzyskim meczu ze Słowacją. Wcześniej w latach 2008–2010 grał w reprezentacji U-21.